# Тонкинская резолюция
Тонкинская резолюция (англ. Gulf of Tonkin Resolution — букв. «резолюция Тонкинского залива») — совместная резолюция Конгресса США, принятая в 1964 году и ставшая правовой основой для эскалации участия США во Вьетнамской войне.
После двух инцидентов в Тонкинском заливе, в которых, по утверждению администрации президента Джонсона, американские корабли были атакованы северовьетнамскими катерами в международных водах, Конгресс США 7 августа 1964 года принял совместную резолюцию, известную как Тонкинская. В Палате представителей она была принята единогласно (416 голосов «за»), в Сенате — с двумя голосами против (88 «за», «против» голосовали сенаторы Морз и Грюнинг). Президент подписал резолюцию 10 августа, после чего она вступила в силу.
Тонкинская резолюция предоставляла право президенту Джонсону принять все необходимые меры, включая использование вооружённых сил, для сохранения свободы всех стран, входящих в Договор коллективной безопасности Юго-Восточной Азии. Эта резолюция стала правовой основой для отправки в Южный Вьетнам крупных американских подразделений и начала бомбардировок Северного Вьетнама без формального объявления войны.
В июне 1970 года под влиянием протестов против вторжения в Камбоджу Сенат отменил Тонкинскую резолюцию. Администрация Никсона отреагировала на это, заявив, что президент продолжает вести боевые действия в Юго-Восточной Азии, опираясь на своё конституционное право.